# Grande Prêmio de Abu Dhabi de 2018
Grande Prêmio de Abu Dhabi de 2018 (formalmente denominado 2018 Formula 1 Etihad Airways Abu Dhabi Grand Prix) foi a vigésima primeira e última etapa da temporada de 2018 da Fórmula 1. Foi disputada em 25 de novembro de 2018 no Circuito de Yas Marina, Abu Dhabi, Emirados Árabes Unidos.

## Relatório

### Treino Classificatório
Q1
Perto de dar adeus à F1, Fernando Alonso foi o primeiro a deixar os boxes para abrir volta rápida, sendo seguido pelos outros carros. Mas quem pulou para a ponta do Q1 nos minutos iniciais foi a Ferrari. Primeiro, com Kimi Räikkönen, que anotou 1min37s010. Em seguida, Sebastian Vettel foi o primeiro piloto a andar abaixo de 1min37s no fim de semana ao cravar 1min36s946. Lewis Hamilton e Valtteri Bottas, também com os pneus hipermacios, virou 0s076 mais lento que Vettel na sua primeira passagem e Valtteri Bottas veio logo atrás, em quarto, mas 0s373 atrás do líder.
As Red Bull também estavam perto da ponta. Daniel Ricciardo passou em quarto, com Max Verstappen logo atrás, os dois superando o tempo de Bottas. Romain Grosjean e Nico Hülkenberg também conseguiam desempenhar boas voltas e se colocavam no grupo dos dez primeiros, assim como Carlos Sainz e Charles Leclerc. E Vettel melhorava sua marca para 1min36s775.
A dupla da Mercedes ainda fez mais uma tentativa de volta rápida. Bottas não apenas melhorou bem seu tempo, como passou Hamilton com 1min36s789, só 0s014 atrás de Vettel. Lewis vinha 0s053 atrás. De fato, a luta pela pole tinha tudo para ser muito parelha. Esteban Ocon surpreendia com o quarto tempo. E quem fazia grandiosa volta também era Leclerc, que fez com a Sauber a melhor parcial nos dois primeiros setores e perdeu um pouco no fim, subindo para sétimo, com somente 0s349 de diferença para o alemão da Ferrari, seu futuro companheiro de equipe.
Alonso escapou da eliminação por pouco e se colocou em 14º lugar. Brendon Hartley ficou fora do Q2, assim como o parceiro Pierre Gasly, que encostou seu carro na área de escape, com problemas. Stoffel Vandoorne, Sergey Sirotkin e Lance Stroll também ficaram pelo caminho.
Eliminados: Brendon Hartley (Toro Rosso), Pierre Gasly (Toro Rosso), Stoffel Vandoorne (McLaren), Sergey Sirotkin (Williams) e Lance Stroll (Williams).
Q2
Os 15 pilotos classificados para o Q2 foram para a pista quase todos de uma vez. A Mercedes escolheu os pneus ultramacios para Hamilton e Bottas para as primeiras tentativas de voltas rápidas. E foi com os compostos roxos que o pentacampeão quebrou o recorde de Yas Marina, que pertencia ao seu companheiro de equipe: o britânico cravou 1min35s693. Ferrari e Red Bull também optaram pelos ultramacios no início do Q2.
Vettel, na sua primeira tentativa, deixou o carro escapar na curva 20 e raspou o assoalho do carro na 'salsicha', ficando a mais de 1s atrás de Hamilton. Räikkönen aparecia em terceiro, enquanto Ricciardo vinha em quinto. Já Verstappen não conseguiu acertar uma boa volta com os ultramacios e estava apenas na décima posição. Carlos Sainz, Leclerc, Grosjean e Hülkenberg também figuravam entre os dez mais rápidos.
Ainda restava tempo para mais uma volta rápida. Leclerc brilhou de novo com os hipermacios e conseguiu se colocar em terceiro com 1min36s580, um tempo excepcional. Na sequência, Vettel superou o futuro companheiro de equipe e melhorou seu tempo, mas com os ultramacios. O alemão chegou a estar em segundo, que virou terceiro depois que Verstappen anotou 1min36s144, mas com os hipermacios.
Eliminados: Marcus Ericsson (Sauber), Carlos Sainz Jr. (Renault) e Kevin Magnussen (Haas), Sergio Pérez (Racing Point) e Fernando Alonso (McLaren).
Q3
Hamilton despontava com ligeiro favoritismo na luta pela pole por conta do sólido desempenho e do recorde estabelecido no Q2. E o recorde caiu de novo logo na sua primeira volta na fase decisiva da sessão com 1min36s295. Bottas emendou a dobradinha momentânea da Mercedes com volta 0s124 mais lenta que a do pentacampeão. Mas Vettel tomou do finlandês a segunda colocação e ficou apenas 0s057 atrás do rival.
Ricciardo foi outro que fez um belo tempo, superou Ricciardo e se colocou em quarto lugar, enquanto Verstappen vinha em sexto. Apenas 0s294 separavam os pilotos das equipes de ponta do grid. Mais atrás, Grosjean era o sétimo colocado, o líder da chamada 'F1 B'.
Na última tentativa, além de Hamilton e Vettel, Bottas apareceu muito bem. Os três conseguiram baixar suas parciais e mostraram ter condições de buscar o melhor tempo. Mas Lewis foi absolutamente perfeito quando quebrou de novo o recorde de Yas Marina ao estabelecer 1min34s794. Na batalha por um lugar na primeira fila, o finlandês foi ligeiramente mais rápido que Vettel e conseguiu a dobradinha da Mercedes, com o tetracampeão largando logo atrás, em terceiro.

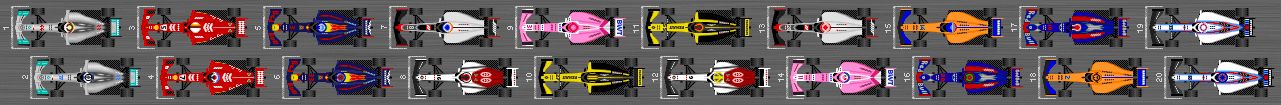
Grid de Largada

## Pneus
| Nome do composto | Cor | Banda de rolamento | Condições de Tempo | Dry Type  | Aderência      | Longevidade   |
| ---------------- | --- | ------------------ | ------------------ | --------- | -------------- | ------------- |
| Hiper Macio      |     | Slick (P Zero)     | Seco               | Hypersoft | Mais aderência | Menos durável |
| Ultra Macio      |     | Slick (P Zero)     | Seco               | Ultrasoft | Médio          | Médio         |
| Super Macio      |     | Slick (P Zero)     | Seco               | Supersoft | Médio          | Médio         |
| Fonte:           |     |                    |                    |           |                |               |

## Resultados

### Treino Classificatório
| Pos.                     | Nº | Piloto            | Construtor                | Q1       | Q2       | Q3       | Grid |
| ------------------------ | -- | ----------------- | ------------------------- | -------- | -------- | -------- | ---- |
| 1                        | 44 | Lewis Hamilton    | Mercedes                  | 1:36.828 | 1:35.693 | 1:34.794 | 1    |
| 2                        | 77 | Valtteri Bottas   | Mercedes                  | 1:36.789 | 1:36.392 | 1:34.956 | 2    |
| 3                        | 5  | Sebastian Vettel  | Ferrari                   | 1:36.775 | 1:36.345 | 1:35.125 | 3    |
| 4                        | 7  | Kimi Räikkönen    | Ferrari                   | 1:37.010 | 1:36.735 | 1:35.365 | 4    |
| 5                        | 3  | Daniel Ricciardo  | Red Bull Racing-TAG Heuer | 1:37.117 | 1:36.964 | 1:35.401 | 5    |
| 6                        | 33 | Max Verstappen    | Red Bull Racing-TAG Heuer | 1:37.195 | 1:36.144 | 1:35.589 | 6    |
| 7                        | 8  | Romain Grosjean   | Haas-Ferrari              | 1:37.575 | 1:36.732 | 1:36.192 | 7    |
| 8                        | 16 | Charles Leclerc   | Sauber-Ferrari            | 1:37.124 | 1:36.580 | 1:36.237 | 8    |
| 9                        | 31 | Esteban Ocon      | Force India-Mercedes      | 1:36.936 | 1:36.814 | 1:36.540 | 9    |
| 10                       | 27 | Nico Hülkenberg   | Renault                   | 1:37.569 | 1:36.630 | 1:36.542 | 10   |
| 11                       | 55 | Carlos Sainz Jr.  | Renault                   | 1:37.757 | 1:36.982 |          | 11   |
| 12                       | 9  | Marcus Ericsson   | Sauber-Ferrari            | 1:37.619 | 1:37.132 |          | 12   |
| 13                       | 20 | Kevin Magnussen   | Haas-Ferrari              | 1:37.934 | 1:37.309 |          | 13   |
| 14                       | 11 | Sergio Pérez      | Force India-Mercedes      | 1:37.255 | 1:37.541 |          | 14   |
| 15                       | 14 | Fernando Alonso   | McLaren-Renault           | 1:37.890 | 1:37.743 |          | 15   |
| 16                       | 28 | Brendon Hartley   | Scuderia Toro Rosso-Honda | 1:37.994 |          |          | 16   |
| 17                       | 10 | Pierre Gasly      | Scuderia Toro Rosso-Honda | 1:38.166 |          |          | 17   |
| 18                       | 2  | Stoffel Vandoorne | McLaren-Renault           | 1:38.577 |          |          | 18   |
| 19                       | 35 | Sergey Sirotkin   | Williams-Mercedes         | 1:38.635 |          |          | 19   |
| 20                       | 18 | Lance Stroll      | Williams-Mercedes         | 1:38.682 |          |          | 20   |
| Tempo dos 107%: 1:43.549 |    |                   |                           |          |          |          |      |
| Fonte:                   |    |                   |                           |          |          |          |      |

### Corrida

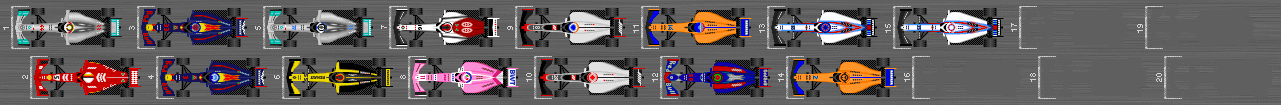
Resultado da corrida

| Pos.   | Nu. | Piloto            | Construtor           | Voltas | Tempo/Retirado     | Grid | Pontos |
| ------ | --- | ----------------- | -------------------- | ------ | ------------------ | ---- | ------ |
| 1      | 44  | Lewis Hamilton    | Mercedes             | 55     | 1:39:40.382        | 1    | 25     |
| 2      | 5   | Sebastian Vettel  | Ferrari              | 55     | +2.581             | 3    | 18     |
| 3      | 33  | Max Verstappen    | Red Bull-TAG Heuer   | 55     | +12.706            | 6    | 15     |
| 4      | 3   | Daniel Ricciardo  | Red Bull-TAG Heuer   | 55     | +15.379            | 5    | 12     |
| 5      | 77  | Valtteri Bottas   | Mercedes             | 55     | +47.957            | 2    | 10     |
| 6      | 55  | Carlos Sainz Jr.  | Renault              | 55     | +1:12.548          | 11   | 8      |
| 7      | 16  | Charles Leclerc   | Sauber-Ferrari       | 55     | +1:30.789          | 8    | 6      |
| 8      | 11  | Sergio Pérez      | Force India-Mercedes | 55     | +1:31.275          | 14   | 4      |
| 9      | 8   | Romain Grosjean   | Haas-Ferrari         | 54     | +1 Volta           | 7    | 2      |
| 10     | 20  | Kevin Magnussen   | Haas-Ferrari         | 54     | +1 Volta           | 13   | 1      |
| 11     | 14  | Fernando Alonso   | McLaren-Renault      | 54     | +1 Volta1          | 15   |        |
| 12     | 28  | Brendon Hartley   | Toro Rosso-Honda     | 54     | +1 Volta           | 16   |        |
| 13     | 18  | Lance Stroll      | Williams-Mercedes    | 54     | +1 Volta           | 20   |        |
| 14     | 2   | Stoffel Vandoorne | McLaren-Renault      | 54     | +1 Volta           | 18   |        |
| 15     | 35  | Sergey Sirotkin   | Williams-Mercedes    | 54     | +1 Volta           | 19   |        |
| Ret    | 10  | Pierre Gasly      | Toro Rosso-Honda     | 46     | Unid. de potência  | 17   |        |
| Ret    | 31  | Esteban Ocon      | Force India-Mercedes | 44     | Unid. de potência1 | 9    |        |
| Ret    | 9   | Marcus Ericsson   | Sauber-Ferrari       | 24     | Perda de potência  | 12   |        |
| Ret    | 7   | Kimi Räikkönen    | Ferrari              | 6      | Perda de potência  | 4    |        |
| Ret    | 27  | Nico Hülkenberg   | Renault              | 0      | Colisão            | 10   |        |
| Fonte: |     |                   |                      |        |                    |      |        |

Notes
- ↑1  – Fernando Alonso e Esteban Ocon recebeu punição de cinco segundos por sair da pista e ganhar vantagem.

## Curiosidade
- Último GP: Fernando Alonso (até 2021) e de Brendon Hartley, Stoffel Vandoorne, Marcus Ericsson e Sergey Sirotkin. Também foi a última corrida da equipe Sauber (vendida a Alfa Romeo).
- Última corrida de Kimi Raikkonen na Ferrari que no ano que vem estará na Sauber (Alfa Romeo).
- Última corrida de Daniel Ricciardo na Red Bull Racing que na próxima temporada correu pela Renault.
- Última corrida de Carlos Sainz Jr. na Renault que na próxima tenporada correu pela McLaren.
- Última corrida de Charles Leclerc na Sauber que na próxima temporada correu pela Ferrari.
- Última corrida dos pneus Hiper Macio, Ultra Macio e Super Macio, já que a Pirelli decidiu simplificar os nomes em 2019 para Macio, Médio e Duro.

## Voltas na Liderança
- Commons

| Nº de Voltas | Piloto           | Voltas          |
| ------------ | ---------------- | --------------- |
| 29           | Lewis Hamilton   | (1-7) e (34-55) |
| 17           | Daniel Ricciardo | (17-33)         |
| 9            | Valtteri Bottas  | (8-16)          |

## 2018DHLFastest Pit Stop Award

### Resultado
| 1      | 33 | Max Verstappen | Red Bull-TAG Heuer | 2.08 | 25 |
| 2      |    |                |                    |      | 18 |
| 3      |    |                |                    |      | 15 |
| 4      |    |                |                    |      | 12 |
| 5      |    |                |                    |      | 10 |
| 6      |    |                |                    |      | 8  |
| 7      |    |                |                    |      | 6  |
| 8      |    |                |                    |      | 4  |
| 9      |    |                |                    |      | 2  |
| 10     |    |                |                    |      | 1  |
| Fonte: |    |                |                    |      |    |

### Classificação
| Tabela do DHL Fastest Pit Stop Award \| Pos \| Construtor \| Pontos \| Var \| \| --- \| ------------------ \| ------ \| --- \| \| 1 \| Red Bull-TAG Heuer \| 466 \| \| \| 2 \| Ferrari \| 403 \| \| \| 3 \| \| \| \| \| 4 \| \| \| \| \| 5 \| \| \| \| \| 6 \| \| \| \| \| 7 \| \| \| \| \| 8 \| \| \| \| \| 9 \| \| \| \| \| 10 \| \| \| \| |                    |        |     |
| Pos | Construtor         | Pontos | Var |
| 1 | Red Bull-TAG Heuer | 466    |     |
| 2 | Ferrari            | 403    |     |
| 3 |                    |        |     |
| 4 |                    |        |     |
| 5 |                    |        |     |
| 6 |                    |        |     |
| 7 |                    |        |     |
| 8 |                    |        |     |
| 9 |                    |        |     |
| 10 |                    |        |     |

## Tabela do campeonato após a corrida
Somente as cinco primeiras posições estão incluídas nas tabelas.
| Pos | Piloto           | Pontos | Var |
| --- | ---------------- | ------ | --- |
| 1   | Lewis Hamilton   | 408    | 0   |
| 2   | Sebastian Vettel | 320    | 0   |
| 3   | Kimi Raikkonen   | 251    | 0   |
| 4   | Max Verstappen   | 249    | 1   |
| 5   | Valtteri Bottas  | 247    | 1   |

| Pos | Construtor         | Pontos | Var |
| --- | ------------------ | ------ | --- |
| 1   | Mercedes           | 655    | 0   |
| 2   | Ferrari            | 571    | 0   |
| 3   | Red Bull-TAG Heuer | 419    | 0   |
| 4   | Renault            | 122    | 0   |
| 5   | Haas-Ferrari       | 93     | 0   |

|  |              |
|  | Campeão      |
|  | Vice-Campeão |
|  | 3º Colocado  |